# Cyclaulus eremia
Cyclaulus eremia är en stekelart som beskrevs av Porter 1976. Cyclaulus eremia ingår i släktet Cyclaulus och familjen brokparasitsteklar. Inga underarter finns listade i Catalogue of Life.